# Nhào lộn

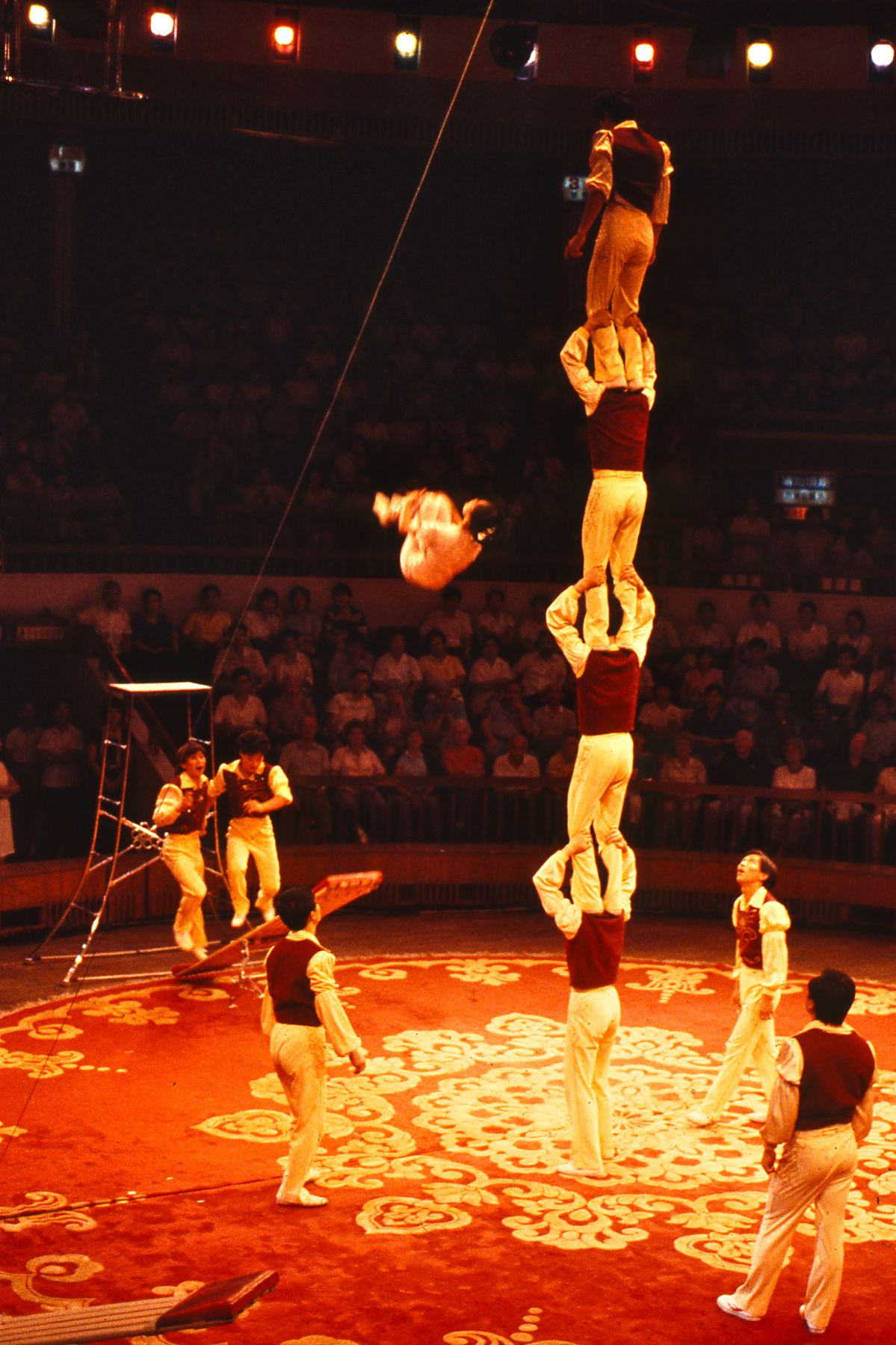
Xiếc nhào lộn của Trung Quốc

Nhào lộn hoặc làm xiếc (tiếng Anh: Acrobatic, từ tiếng Hy Lạp cổ đại τέωοβατέω, akrobateo, "đi bộ trên đầu ngón chân", "đi khệnh khạng") là hiệu suất của những động tác ngoạn mục của sự cân bằng, sự nhanh nhẹn và sự phối hợp vận động của cơ thể con người. Nó có thể được tìm thấy trong nhiều nghệ thuật biểu diễn, các sự kiện thể thao  và võ thuật. Nhào lộn thường được kết hợp với các hoạt động sử dụng rộng rãi các yếu tố thể dục, như khiêu vũ, xiếc và thể dục dụng cụ, nhưng nhiều hoạt động thể thao khác - như múa ba lê và nhảy cầu - cũng có thể sử dụng nhào lộn. Mặc dù nhào lộn thường được kết hợp với hiệu suất cơ thể con người, nó cũng có thể áp dụng cho các loại hiệu suất khác, chẳng hạn như máy bay nhào lộn, tiêm kích nhào lộn.